# Plamenka Drummondova

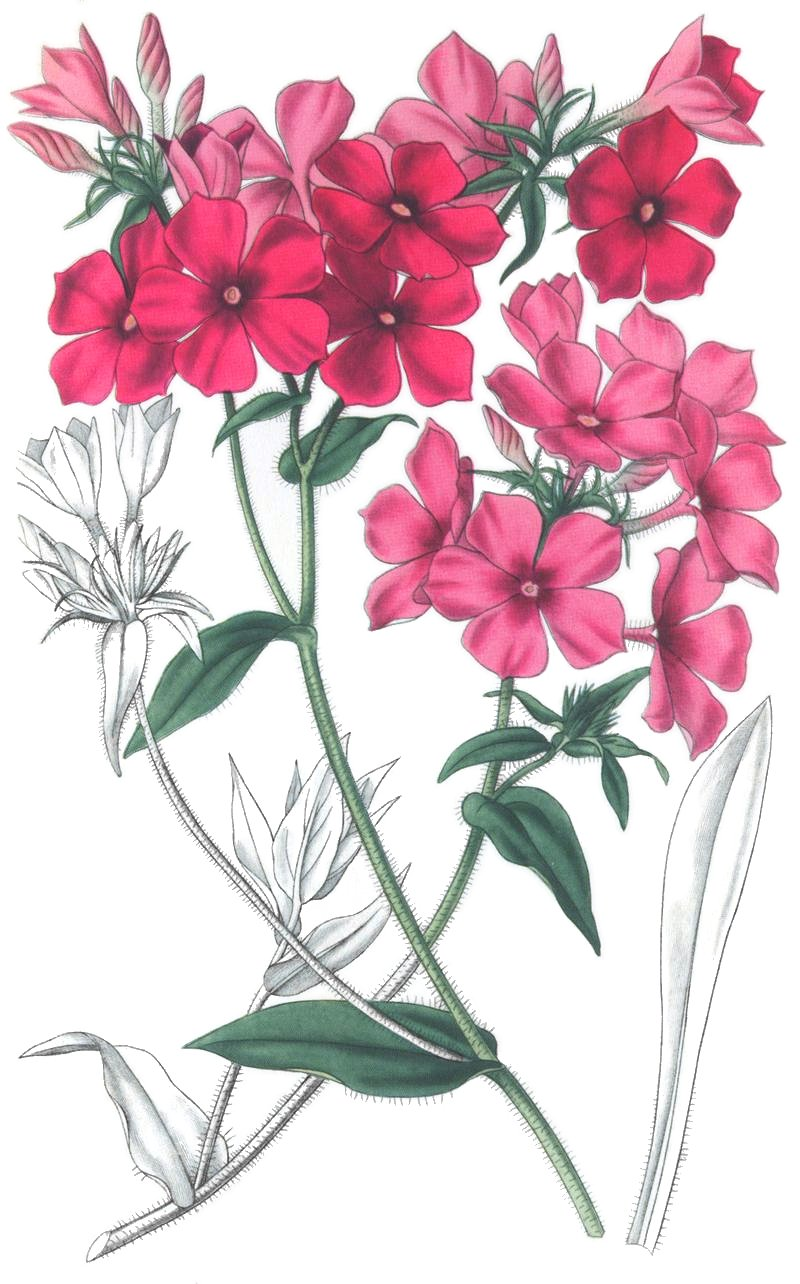
Nákres plamenky Drummondovy

Plamenka Drummondova (Phlox drummondii) je trsnatá, středně vysoká letnička se zářivými, pestře zbarvenými květy, která je tradičně pěstována v zahradách jako okrasná rostlina. Je jedním ze tří druhů rodu plamenka, které se v České republice jako okrasné rostliny běžně pěstují a občas zplaňují do volné přírody.

## Rozšíření
Druh pochází z pastvin a otevřených lesů ve středním a východním Texasu. V prvé polovině 19. století byl ze Severní Ameriky dovezen do Velké Británie skotským botanikem Thomasem Drummondem. Rostlina se velmi rychle v Evropě rozšířila a v současnosti se pěstuje téměř po celém světě.

## Popis
Jednoletá, 20 až 60 cm vysoká bylina vyrůstající v trsech. Má přímou, jen málokdy větvenou, žláznatě chlupatou lodyhu, která je porostlá vespod vstřícnými a výše střídavými listy. Listové čepele jsou přisedlé, 3 až 8 cm dlouhé, kopinaté, po obvodě celokrajné, na vrcholu špičaté a porostlé žláznatými chlupy.
Ve vrcholových svazečcích vyrůstají oboupohlavné, voňavé květy mající asi 2 cm v průměru. Pětičetné květy mají zvonkovitý kalich se šídlovitými cípy dlouhými asi 7 mm. Řepicovitá koruna bývá široká až 2 cm a mívá úzkou trubku, korunní plátky mohou být jednobarevné (bílé, růžové, červené, purpurové, fialové, modré) nebo vícebarevné. V květu je pět tyčinek a semeník se třemi oddíly po dvou vajíčkách a s krátkou čnělkou se třemi bliznami. Květy rozkvétají v červnu až září, opylovány jsou hmyzem slétajícím se na nektar.
Plodem je kulovitá, pukající, asi 3 mm velká tobolka obsahující obvykle tři až pět semen.

## Rozmnožování
Rostliny se v přírodě rozmnožují výhradně semeny. Pro pěstování květin na záhonech se vysévají do skleníků již v únoru až dubnu a po pominutí nebezpečí jarních mrazíků se mladé sazeničky vysazují na venkovní stanoviště. Semena lze získat z tobolek, které jsou již zralé, ale ještě se neotevřely. Pro podporu kvetení je vhodné odstřihávat odkvetlé květy.

## Význam
Jednoletá plamenka Drummondova se vysazuje hlavně pro voňavé, pestře zbarvené a dlouho kvetoucí květy, kterými předčí ostatní vytrvalé druhy plamenek. Používá se hlavně na záhony letniček nebo na obruby záhonů či chodníků. Lze ji také používat k řezu a vzrůstově drobnější druhy k oživení skalek. Na vlastní pěstování není náročná, potřebuje pouze (jako skoro každá kvetoucí letnička) slunné stanoviště a propustnou, humózní, živinami zásobenou a mírně vlhkou půdu. V zahradnictvích šlechtí nové variety lišící se dobou kvetení, výškou rostliny a typem i velikosti květů, tvarem i barvou okvětních lístků.
Mezi nejčastěji vysazované patří:
- 'African Sunset' - sytě červené květy
- 'Beauty' - karmínově červené květy, výška 20 cm
- 'Blue Beauty' - levandulově modré květy, výška 20 cm
- 'Brilliant' - růžové květy, výška 40 cm
- 'Dwarf Beauty' - velké květy až o průměru 3 cm, raná
- 'Chanal' - růžové plné květy, široce rozrůstá
- 'Petticoat' - malé květy o průměry asi 1,5 cm, nízká
- 'Promise Pink' - losové poloplné květy
- 'Star Twinkles' - vysoká 15 až 20 cm
- 'Sternenzauber' - zoubkované květy, výška 10 až 20 cm
- 'Twinkle' - zoubkované květy, výška 10 až 20 cm
- 'White Swan' - bílé květy, výška 40 cm.[2][7]

## Galerie
Ukázky kultivarů plamenky Drummondovy:

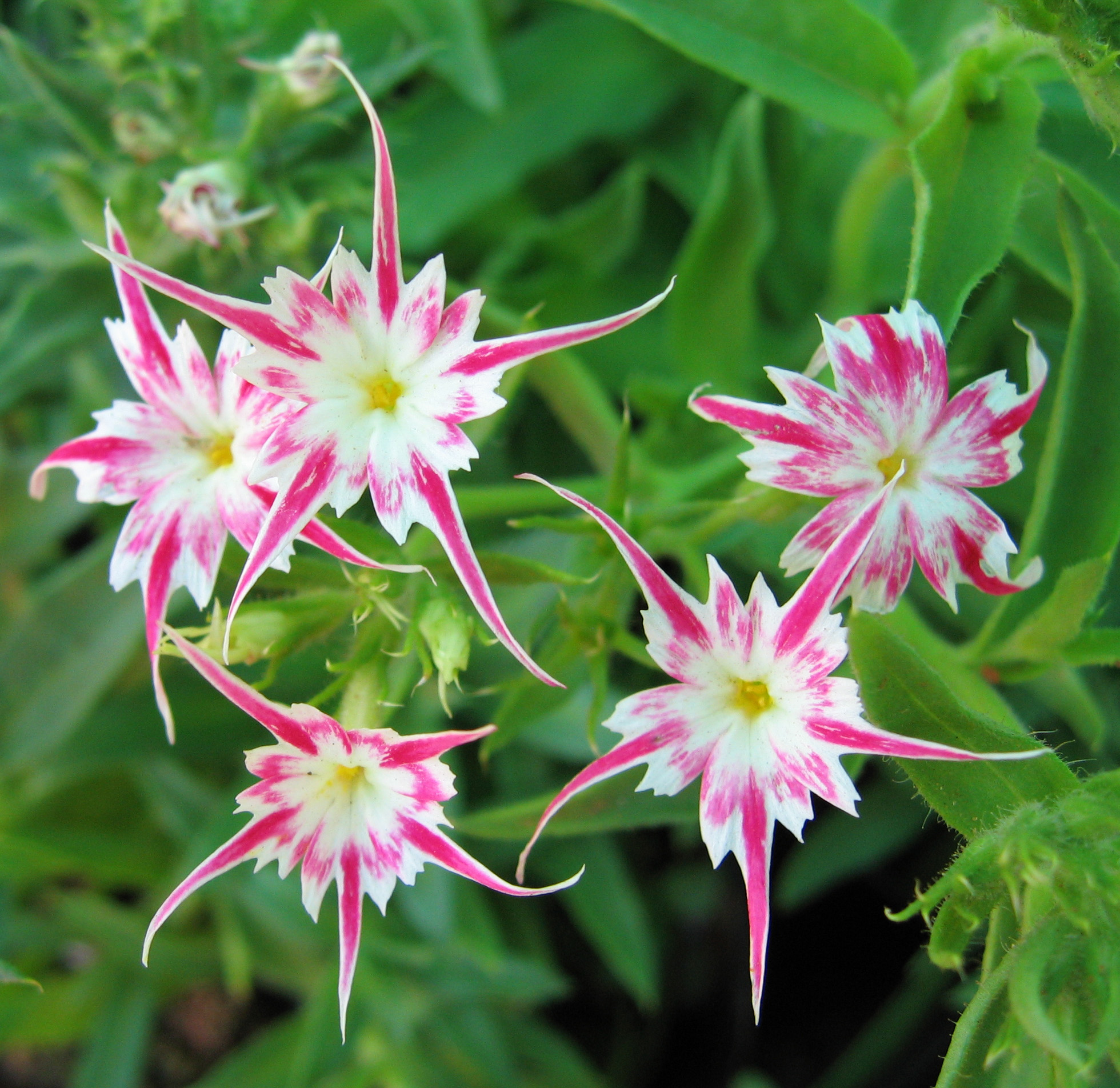
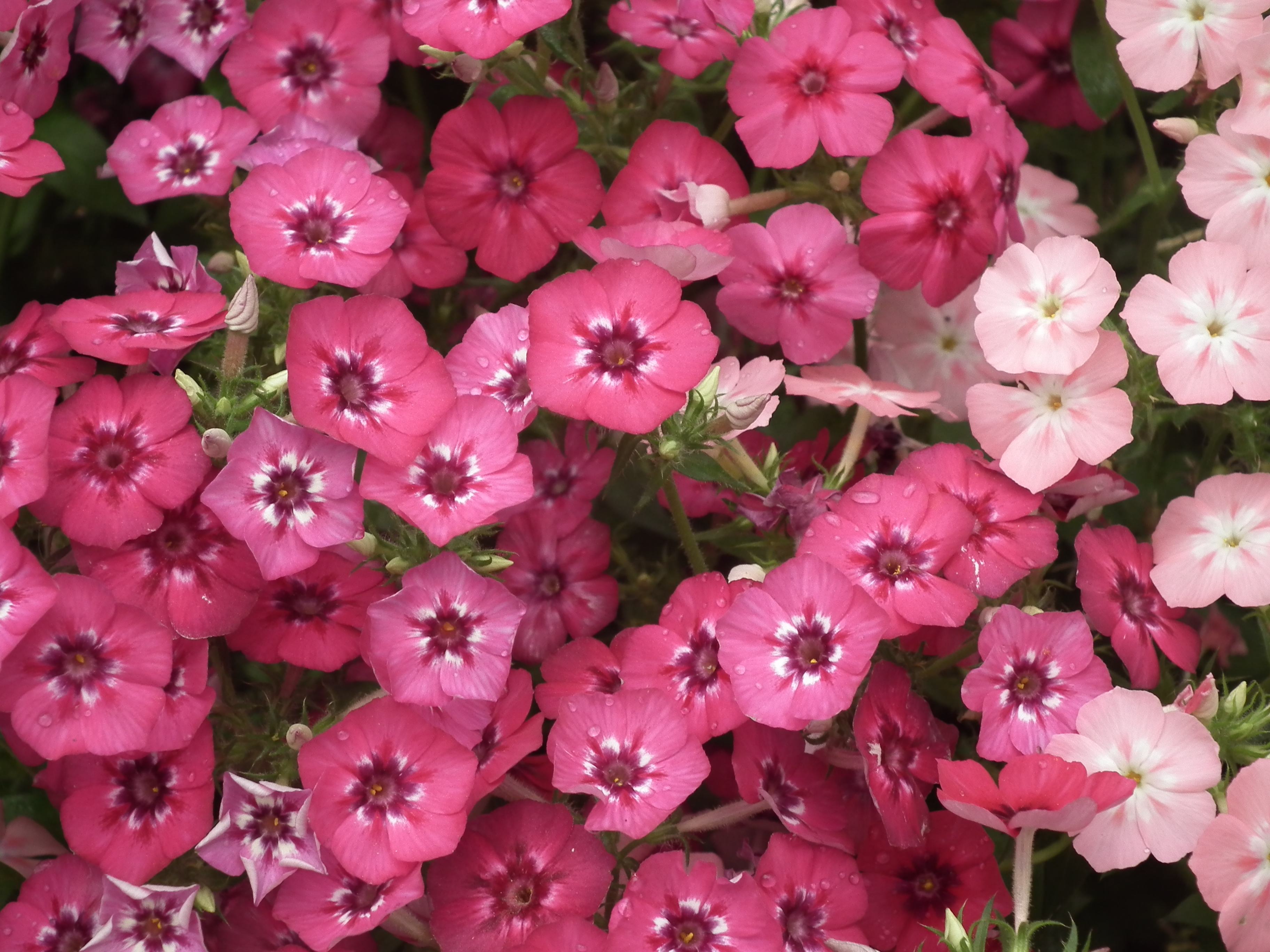
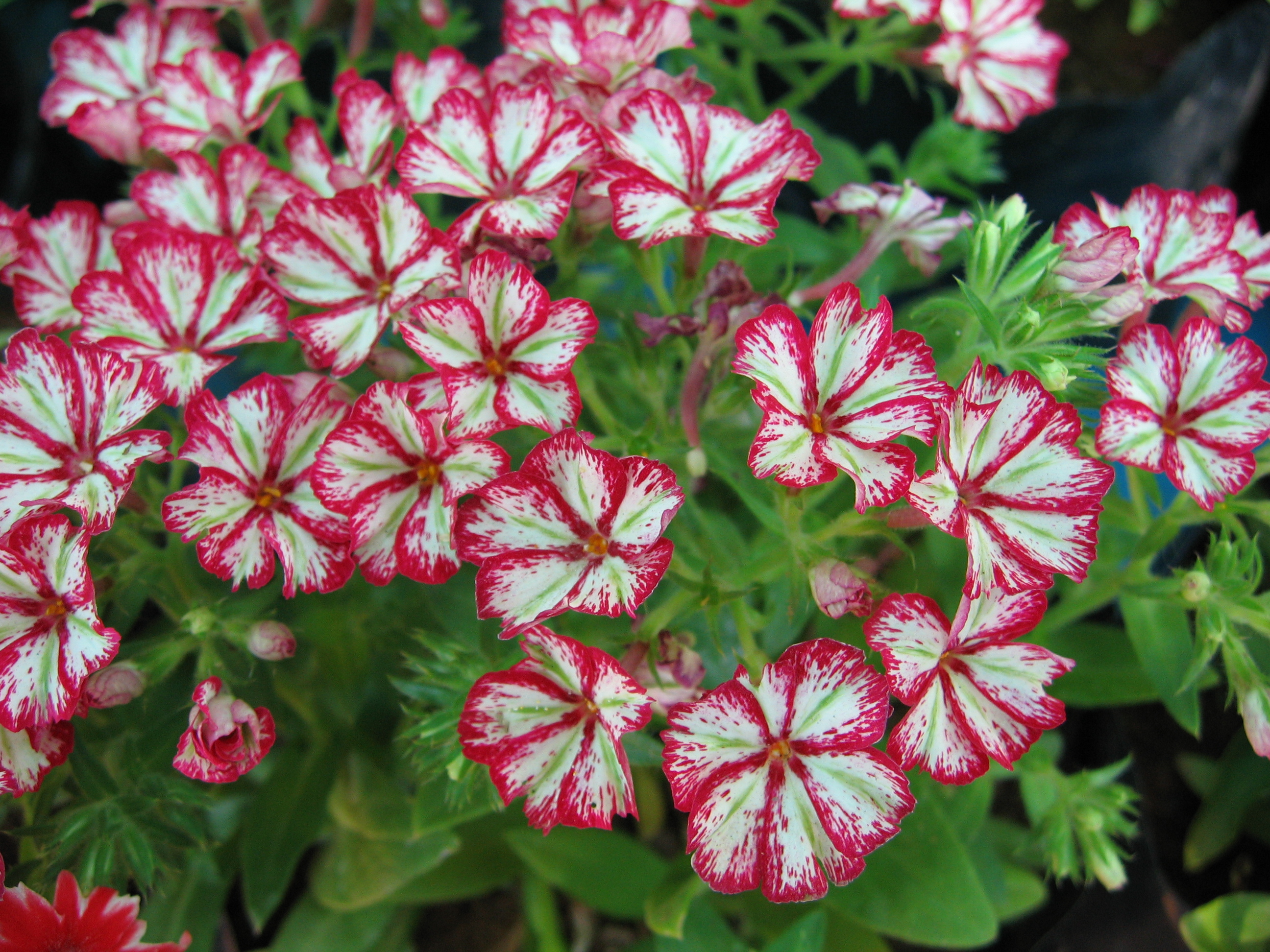
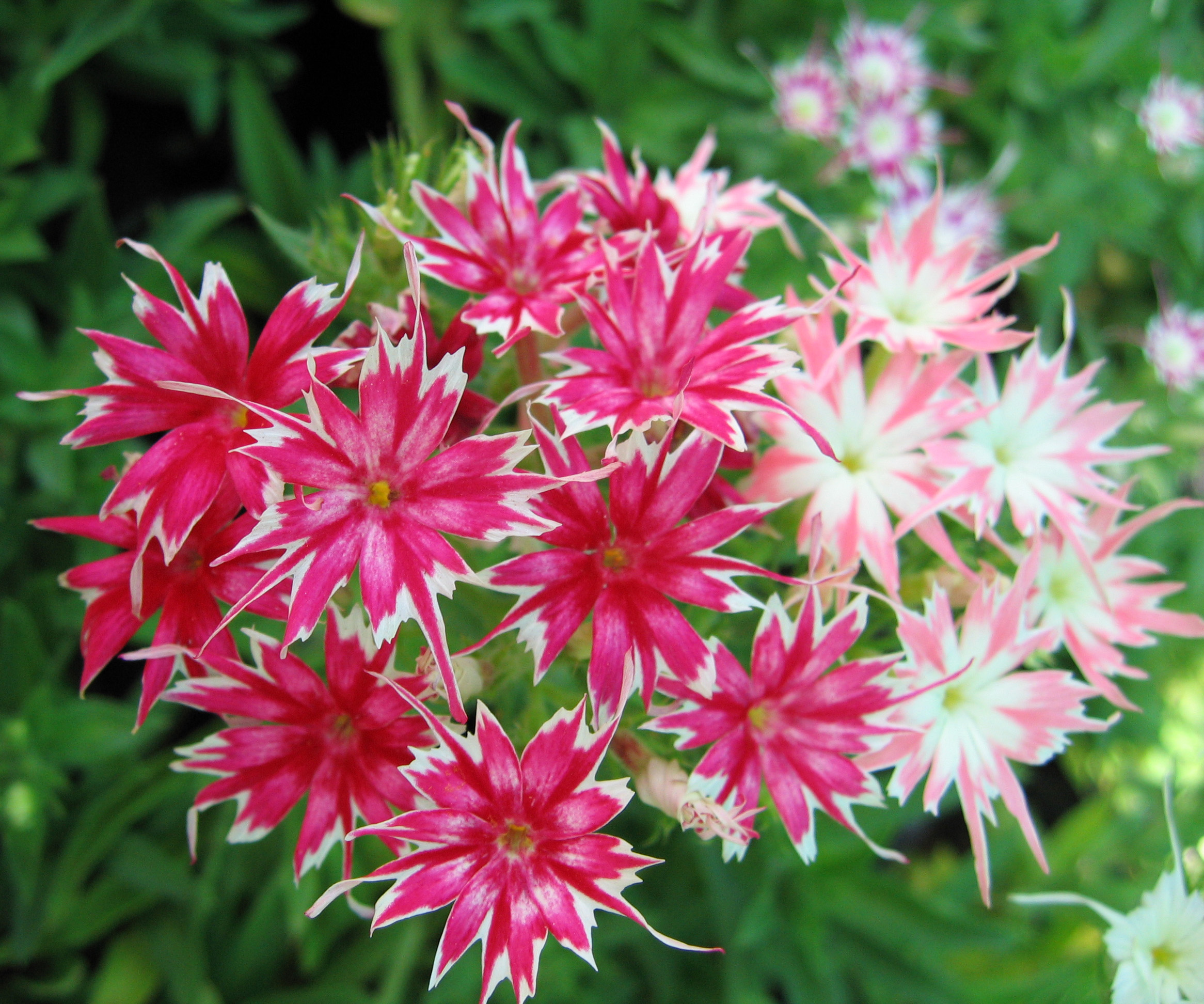
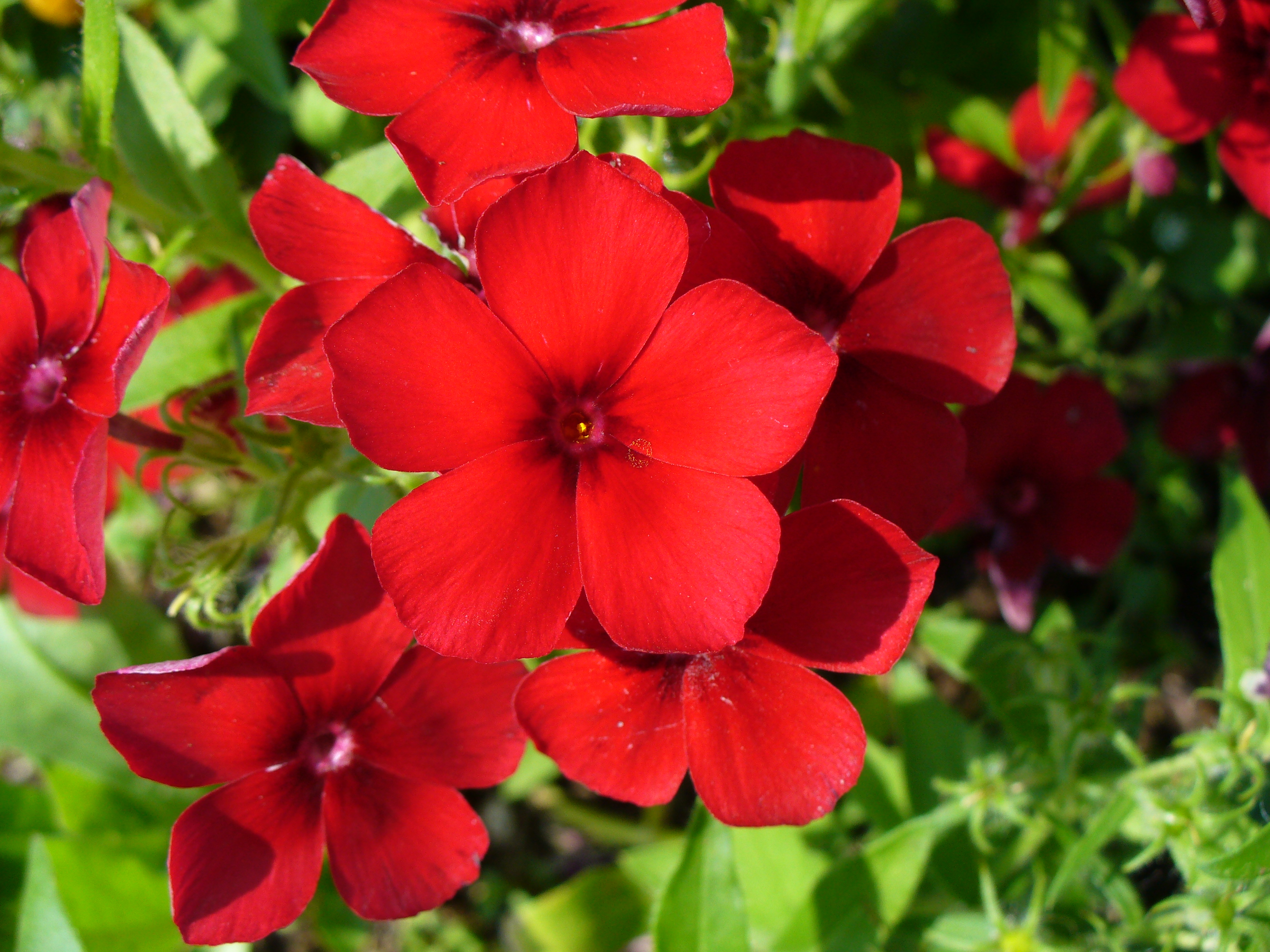
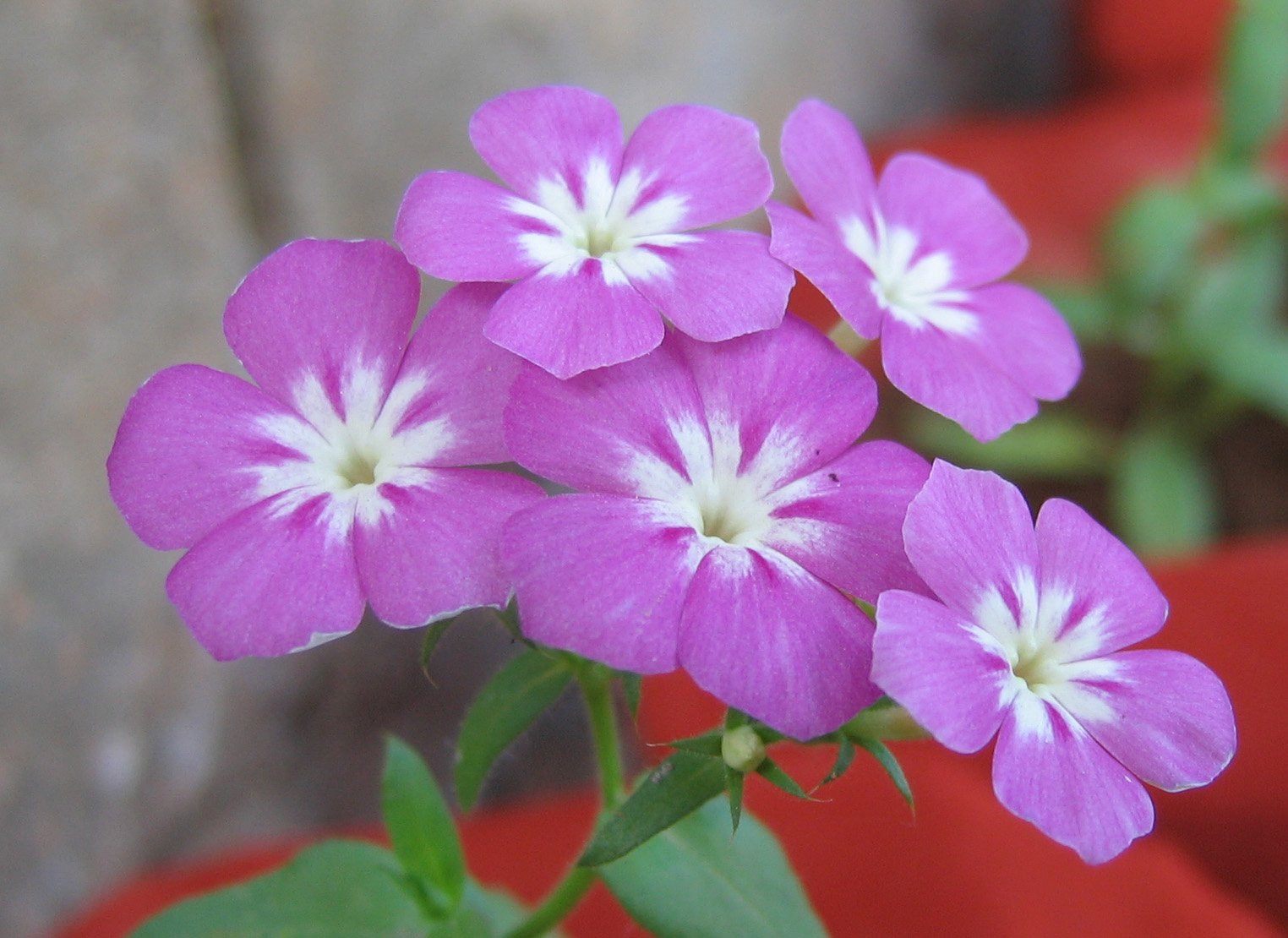